# 텔레파시 여행
"텔레파시 여행"은 한국에서 제작된 왕호 감독의 1991년 영화이다. 왕호 등이 주연으로 출연하였고 이창무 등이 제작에 참여하였다.

## 출연

### 주연
- 왕호
- 김선애
- 김호영
- 박진주

## 기타
- 원작자: 이형
- 조명: 박창호